# Achtung (Ethik)
Achtung ist ein Begriff aus dem Bereich der Ethik. Der Brockhaus definiert ihn als „eine Sitte, die aus der Anerkennung der unverletzlichen Würde der Person hervorgeht“. Achtung ist kein Lust- oder Unlustgefühl, sondern ein Gefühl der Hochschätzung von Personen. Sie ist an eine Person gerichtet und nicht etwa an ihre Leistung.
Während Kant den Ausdruck der Achtung bereits in vorkritischen Schriften verwendete, setzte er sich erstmals mit der eigentlichen Moral der Achtung in der Kritik der praktischen Vernunft entwickelten Ethik auseinander. Er geht davon aus, dass sich das Denken und die Neigung der Menschen nicht von Natur aus in Übereinstimmung mit einem moralischen Gesetz befindet. Die Achtung ist insofern ein von der Vernunft bewirktes Gefühl, welches Kant als negative Lust beschrieb: „Achtung ist die Vernunft als einzigem Grund sittlichen Wollens, aber auch die Missachtung der sinnlichen Natur. Die Menschheit tut so, als hätte sie die Pflicht, die eigenen subjektiven Grundsätze und Interessen als Autorität eines Gesetzes darzustellen.“ Den Begriff Pflicht bezeichnet Kant weiterhin als Achtung vor dem moralischen Gesetz.
Kants Lehre wurde vor allem von Schiller und Fichte übernommen und fortgeführt.